# Copa del Món de waterpolo femenina
La Copa del Món de waterpolo femenina (nom oficial en anglès: FINA Women's Water Polo World Cup) és una competició esportiva de seleccions nacionals de waterpolo, creada l'any 1979. De caràcter quadriennal des del 2002, tot i que la periodicitat del torneig ha sigut bastant irregular. És organitzada per la Federació Internacional de Natació. A partir de l'edició de 1989, hi participen vuit equips seleccionats entre les tres seleccions millors classificades del darrer Campionat del Món més cinc seleccions convidades de cadascuna de les confederació continentals.
El dominador de la competició és Països Baixos amb vuit títols, seguit dels Estats Units amb quatre.

## Historial
| En negreta = Selecció campiona (prò.) = Pròrroga (p.) = Penals |

| I     | 1979 | Estats Units  | lligueta | Països Baixos | Austràlia     | lligueta   | Canadà       | Merced         |       |
| II    | 1980 | Països Baixos | lligueta | Estats Units  | Canadà        | lligueta   | Austràlia    | Breda          |       |
| III   | 1981 | Canadà        | lligueta | Països Baixos | Austràlia     | lligueta   |              | Brisbane       |       |
| IV    | 1983 | Països Baixos | lligueta | Estats Units  | Austràlia     | lligueta   | Canadà       | Quebec         |       |
| V     | 1984 | Austràlia     | lligueta | Estats Units  | Països Baixos | lligueta   |              | Irvine         |       |
| VI    | 1988 | Països Baixos |          | Hongria       | Canadà        |            |              | Christchurch   |       |
| VII   | 1989 | Països Baixos |          | Estats Units  | Hongria       |            |              | Eindhoven      |       |
| VIII  | 1991 | Països Baixos |          | Austràlia     | Estats Units  |            |              | Long Beach     |       |
| IX    | 1993 | Països Baixos |          | Itàlia        | Hongria       |            |              | Catània        |       |
| X     | 1995 | Austràlia     |          | Països Baixos | Hongria       |            |              | Sidney         |       |
| XI    | 1997 | Països Baixos |          | Rússia        | Austràlia     |            |              | Nancy          |       |
| XII   | 1999 | Països Baixos | 7–6      | Austràlia     | Itàlia        | 6–5 (prò.) | Hongria      | Winnipeg       |       |
| XIII  | 2002 | Hongria       | 8–7      | Estats Units  | Canadà        | 6–5        | Rússia       | Perth          |       |
| XIV   | 2006 | Austràlia     | 10–7     | Itàlia        | Rússia        | 9–8        | Estats Units | Tianjin        |       |
| XV    | 2010 | Estats Units  | 6–3      | Austràlia     | Xina          | 11–9       | Rússia       | Christchurch   |       |
| XVI   | 2014 | Estats Units  | 10–6     | Austràlia     | Espanya       | 7–5        | Xina         | Khanti-Mansisk | [ 3 ] |
| XVII  | 2018 | Estats Units  | 8–5      | Rússia        | Austràlia     | 9–8        | Espanya      | Surgut         |       |
| XVIII | 2023 | Estats Units  | 12–11    | Països Baixos | Espanya       | 18–15      | Hongria      | Long Beach     | [ 4 ] |

## Medaller
| Dades actualitzades al gener 2024 |

| # | Selecció nacional | Or | Argent | Bronze | Total |
| - | ----------------- | -- | ------ | ------ | ----- |
| 1 | Països Baixos     | 8  | 4      | 1      | 13    |
| 2 | Estats Units      | 5  | 5      | 1      | 11    |
| 3 | Austràlia         | 3  | 4      | 5      | 12    |
| 4 | Hongria           | 1  | 1      | 3      | 5     |
| 5 | Canadà            | 1  | 0      | 3      | 4     |
| 6 | Itàlia            | 0  | 2      | 1      | 3     |
| 6 | Rússia            | 0  | 2      | 1      | 3     |
| 8 | Espanya           | 0  | 0      | 2      | 2     |
| 9 | Xina              | 0  | 0      | 1      | 1     |

## Premis individuals
| Edició | Any  | Màxima golejadora | Màxima golejadora | Millor jugadora     | Millor portera   | refs. |
| Edició | Any  | Nom               | Gols              | Nom                 | Nom              | refs. |
| ------ | ---- | ----------------- | ----------------- | ------------------- | ---------------- | ----- |
| XII    | 1999 |                   |                   | Ingrid Leijendekker | N/D              |       |
| XIII   | 2002 |                   |                   |                     | N/D              |       |
| XIV    | 2006 | Tania di Mario    |                   |                     | N/D              |       |
| XV     | 2010 | Gao Ao            | 16                | Gemma Beadsworth    | Yang Jun         |       |
| XVI    | 2014 | Rita Keszthelyi   | 22                | Rowena Webster      | Ashleigh Johnson |       |
| XVII   | 2018 | Anni Espar        | 19                | Maggie Steffens     | Ashleigh Johnson |       |
| XVIII  | 2023 |                   |                   |                     |                  |       |